# Capnella arbuscula
Capnella arbuscula is een zachte koraalsoort uit de familie Nephtheidae. De koraalsoort komt uit het geslacht Capnella. Capnella arbuscula werd in 1977 voor het eerst wetenschappelijk beschreven door Verseveldt. 